# Koubri (département)
Ne doit pas être confondu avec Koumbri (département).
Koubri est un département et une commune rurale de la province du Kadiogo, situé dans la région Centre au Burkina Faso.
- En 2006, le département compte 43 928 habitants[1].
- En 2019, le département comptait 60 817 habitants[2].

## Villages
Le département et la commune rurale de Koubri se compose de 25 villages, dont le chef-lieu (données de population du recensement de 2006) :
- Boussouma (1 195 habitants)
- Didri (3 697 habitants)
- Goghin (1 367 habitants)
- Goumtoaga (387 habitants)
- Guiguemtinga (1 516 habitants)
- Kankanghin (1 316 habitants)
- Kouba (1 386 habitants)
- Koubri (8 060 habitants), chef-lieu
- Kuiti (326 habitants)
- Mogtédo (1 024 habitants)
- Moincé (2 641 habitants)
- Naba-Zana (606 habitants)
- Nakamtinga (853 habitants)
- Nambé (574 habitants)
- Napagting-Gounghin (2 187 habitants)
- Noungou (798 habitants)
- Peele (2 411 habitants)
- Pikieko (2 944 habitants)
- Pissi (236 habitants)
- Poédogo (393 habitants)
- Sinsinguéné (2 714 habitants)
- Tansablogo (3 476 habitants)
- Tanvi (2 769 habitants)
- Wamtinga (538 habitants)
- Wedbila (514 habitants)